# 江刺昭子
江刺 昭子（えさし あきこ、1942年2月18日 - ）は、日本の女性史研究者。女性に関する評伝の執筆で複数の賞を受賞している。

## 来歴
岡山県に生まれ、広島県（呉市、広島市）で育つ。旧姓大川。高校の文芸部の企画で郷里の作家大田洋子を知り、大学在学中にその大田宅に下宿している時に大田の急死に遭遇する。早稲田大学教育学部国語国文科卒業。卒論は田村俊子の研究。
文化出版局「ミセス」編集部に7年間勤めた後、1971年よりフリーランスライターに。
1972年、原爆に被爆した大田洋子の評伝『草饐（くさずえ）』で第12回田村俊子賞を受賞。2004年、第10回横浜文学賞受賞。2010年、第59回神奈川文化賞受賞。
1981年から2014年まで日本エディター・スクールの講師を務め、基本文章コースとジャーナリズム文章コースを担当していた。

## 単著
- 『草饐』濤書房、1971　のち大月書店
- 『覚めよ女たち 赤瀾会の人びと』大月書店、1980
  - 女社会主義者の誕生、堺真柄・為子、高津多代子、橋浦はる子・りく、仲宗根貞代、山川菊栄、伊藤野枝、九津見房子、北川千代、山口小静・林てる、秋月静枝・中村しげ
- 『女のくせに 草分けの女性新聞記者たち』文化出版局、1985　のちインパクト出版会
- 『逗子は燃えた、そして 池子住民訴訟ノート』インパクト出版会、1990
- 『女の一生を書く 評伝の方法と視点』日本エディタースクール出版部、1994
- 『透谷の妻 石阪美那子の生涯』日本エディタースクール出版部、1995
- 『中央区女性史 - いくつもの橋を渡って 通史』中央区女性史編さん委員会編、ドメス出版、2007
- 『樺美智子　聖少女伝説』文藝春秋、2010
- 『「ミセス」の時代 - おしゃれと（教養〉と今井田勲』現代書館、2014
- 『私だったかもしれない　ある赤軍派女性兵士の25年』インパクト出版会、2022
- 『歴史をひらいた女たち　人物で読むジェンダー史』インパクト出版会、2025
- 『共生社会をめざして　人物で読むジェンダー史』インパクト出版会、2025

## 共編著
- 『戦後史と女性の解放』絲屋寿雄共著、（『歴史と女性シリーズ』）合同出版、1977
- 『大正デモクラシーと女性』井手文子共著、（『歴史と女性シリーズ』）合同出版、1977
- 『愛と性の自由 「家」からの解放』編著（『思想の海へ「解放と変革」』）社会評論社、1989
- 『写真・絵画集成日本の女たち　第1巻　時代を生きる』編、日本図書センター、1996
- 『女がヒロシマを語る』加納実紀代・関千枝子・堀場清子共編著、インパクト出版会、1996
- 『文学にみる日本女性の歴史』西村汎子・関口裕子・菅野則子共編著、吉川弘文館、2000
- 『時代を拓いた女たち　かながわの131人』史の会共編著、神奈川新聞社、2005
- 『時代を拓いた女たちⅡ　かながわの111人』史の会共編著、神奈川新聞社、2011
- 『この女を見よ 本荘幽蘭と隠された近代日本』安藤礼二共編著　ぷねうま舎、2015
- 『原爆と原発、その先　女性たちの非核の実践と思想』早川紀代共編著、御茶の水書房、2016
- 『時代を拓いた女たちⅢ　かながわの112人』かながわ女性史研究会共編著、神奈川新聞社、2019
- 『連合赤軍　遺族への手紙』遠山幸子共編著、インパクト出版会、2024